# فرانز سالا
فرانز سالا (بالإيطالية: Franz Sala)‏ هو ممثل إيطالي، ولد في 17 ديسمبر 1886 في إيطاليا، وتوفي بنفس المكان في 1 نوفمبر 1952.

## وصلات خارجية
- فرانز سالا على موقع IMDb (الإنجليزية)
- فرانز سالا على موقع قاعدة بيانات الأفلام السويدية (السويدية)
- فرانز سالا على موقع قاعدة بيانات الفيلم (الإنجليزية)